# توازن اقتصادي

التوازن الاقتصادي في الأصل هو تطبيق لمفهوم فيزيائي على الظاهرات الاقتصادية. فهو وصف لحالة تعادلية تتكافأ فيها قوى متضادة تقوم بينها علاقات سببية، فإذا ما تغيرت إحدى القوى زيادةً أو نقصاناً تأثر غيرها تلقائياً أو عمداً تأثراً بعلاقة السببية أو تأثيراً فيها حتى تصل إلى حالة التوازن السابقة أو تبتعد عنها.
يقصد بالميزان الاقتصادي الجدول الذي يبين في أحد طرفيه مصادر هذا الميزان وفي الطرف الآخر استعمالات هذه المصادر، أو بعبارة أخرى، هو كشف حسابي يبين مصادر مادة ما وكيفية التصرف بهذه المادة. وقد سمي هذا بالميزان لأن إجمالي مصادره يجب أن يتوازن مع إجمالي استعمالات هذه المصادر. هذا ويمكن تصوير هذا الميزان بالكمية أو بالقيمة، ويبقى هذا التعريف ناقصاً ما لم يضف إليه عنصران آخران: الأول هو عنصر الزمن والثاني هو عنصر المكان. فيجب على الميزان الاقتصادي أن يُحدد مكانياً بدولة معينة أو منطقة معينة، وزمانياً بفترة زمنية محددة كسنة مثلاً أو عدة سنوات.

## خواص التوازن
وضع الاقتصاديّ هو ديكسون ثلاث خصائص أساسية للتوازن الاقتصادي، وهي:
- خاصية التوازن الأولى: إن سلوك العملاء ثابت.خاصية التوازن الثانية: لا يوجد أي عميل لديه حافز لتغيير سلوكه
- خاصية التوازن الثالثة: التوازن هو نتيجة لعملية ديناميكية نوعًا ما (الاستقرار).

### مثال: التوازن التنافسي
في التوازن التنافسي فإن العرض يساوي الطلب. خاصية التوازن الأولى متحقّقة لأن المبلغ المعروض يساوي المبلغ المطلوب بسعر التوازن، كما أن خاصية التوازن الثانية متحقّقة. يُختار الطلب لزيادة المنفعة إلى الحد الأقصى نظرًا لسعر السوق: ولا يوجد أي شخص في جانب الطلب لديه أي حافز أو محرك للطلب أكثر أو أقل بالسعر السائد. على نحو مماثل، تحدد الشركات العرض لتعظيم أرباحها بأسعار السوق: ولن ترغب أي شركة في عرض أي شيء بأكثر أو أقل من سعر التوازن. على هذا فإن العملاء على جانب الطلب أو جانب العرض لن يجدوا أي حافز لتغيير تصرفاتهم وسلوكهم.
لمعرفة ما إذا كانت خاصية التوازن الثالثة متحقّقة أو لا، فكر فيما يحدث عندما يكون السعر أعلى من التوازن. في هذه الحالة يكون هناك فائض في العرض، بحيث تفوق الكمية المعروضة ما هو مطلوب، وهذا من شأنه أن يفرض ضغوطًا تدفع الأسعار إلى الانخفاض لحملها على العودة إلى التوازن. على نحو مماثل، عندما يكون السعر أدنى من نقطة التوازن، هناك نقص في العرض يؤدي إلى زيادة في الأسعار وعودتها إلى التوازن. ليست كل التوازنات «مستقرة» وتتحقق فيها خاصية التوازن الثالثة. من الممكن أن يكون هناك توازنات تنافسية غير مستقرة. ولكن إذا كان التوازن غير مستقر، فإنه يثير السؤال حول كيفية الوصول إلى هناك وتحقيق الاستقرار. يعني عدم تحقيق خاصة التوازن الثالثة أن السوق سيبقى غير مستقر إذا بدأ من هذا الوضع، حتى لو تحققت الخاصيتان الأولى والثانية.

## روابط خارجية
- Equilibrium and Explanation, chapter 2 of Surfing Economics by هو ديكسون